# Pristimantis elegans
Pristimantis elegans es una especie de anfibio anuro de la familia Craugastoridae.
Es endémica de la Cordillera Oriental (Colombia), entre 2600 y 3300 m de altitud, en zonas de páramo y en el bosque nuboso.
Está amenazada por la pérdida de su hábitat natural.